# Anding, Jilin
Anding (kinesiska: 安定, 安定镇) är en köping i Kina. Den ligger i provinsen Jilin, i den nordöstra delen av landet, omkring 250 kilometer nordväst om provinshuvudstaden Changchun. Antalet invånare är 19 282. Befolkningen består av 9 471 kvinnor och 9 811 män. Barn under 15 år utgör 14,0 %, vuxna 15-64 år 78 %, och äldre över 65 år 6,0 %.
Runt Anding är det ganska glesbefolkat, med 40 invånare per kvadratkilometer. Närmaste större samhälle är Heishui, 17,4 km öster om Anding. Trakten runt Anding består till största delen av jordbruksmark.
Genomsnittlig årsnederbörd är 564 millimeter. Den regnigaste månaden är juli, med i genomsnitt 153 mm nederbörd, och den torraste är januari, med 4 mm nederbörd.